# Глуповское распутство
«Глу́повское распу́тство» — очерк Салтыкова-Щедрина из несостоявшегося сборника «Глупов и глуповцы». По замыслу автора очерк «Глуповское распутство» имел порядковый номер 2 и был предназначен для публикации в одной журнальной книжке следом за вступительным очерком под тем же названием «Глупов и глуповцы». Работа над текстом «Глуповского распутства» началась, предположительно, в конце 1861 года и первый вариант готового текста очерка был отправлен в редакцию «Современника» 21 февраля 1862 года.
При жизни писателя очерк «Глуповское распутство» был запрещён цензурой как минимум дважды (в разных редакциях и под разными названиями): в 1862 и 1864 году, а текст его выдержал, как минимум, четыре редакции, однако, несмотря на все усилия автора, так и не был опубликован. После 1865 года Салтыков-Щедрин больше не предпринимал попыток издать свой текст, так и оставшийся в виде рукописей и издательских гранок.
Впервые очерк «Глуповское распутство» увидел свет только в 1910 году, напечатанный в еженедельном журнале «Нива».

## История очерка «Глуповское распутство»
Первоначально автор предполагал опубликовать первые три очерка из будущего сборника (I. «Глупов и глуповцы», II. «Глуповское распутство», III. «Каплуны») вместе в одном номере журнала «Современник». По плану это должно было произойти в ближайшие месяцы вслед за написанием очерка (весной или, самое позднее, летом 1862 года). Отсылая готовые рукописи в редакцию, Салтыков-Щедрин поначалу даже рассчитывал на публикацию в течение ближайшего месяца. Примерные даты работы над текстом «Глуповского распутства» можно определить по письму Салтыкова-Щедрина — Николаю Некрасову от 21 февраля 1862 г. из Твери в Петербург. Эта пояснительная записка сопровождала рукописи уже упомянутых двух очерков из цикла «Глупов и глуповцы» («Глуповское распутство» и «Каплуны», на тот момент отмеченные номинальными № 2 и № 3 из предполагаемого сборника):

Посылаю Вам, многоуважаемый Николай Алексеевич, ещё две статьи, которые я просил бы Вас напечатать в мартовской книжке <журнала «Современник»>, разумеется, если это возможно. До Святой <недели (конец марта)> я пробуду в Твери, следовательно, просил бы Вас цензорские корректуры прислать мне туда.

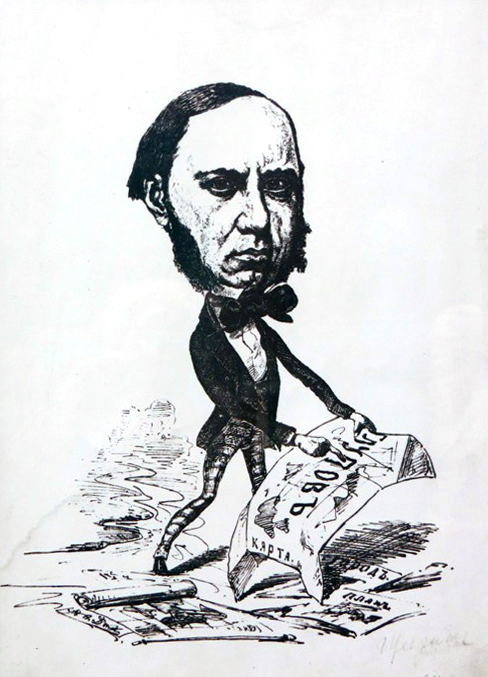
М. Е. Салтыков-Щедрин
с картой города Глупова
(карикатура А.Долотова, 1869)

Что же касается до первой статьи из будущего цикла «Глупов и глуповцы», по сути — вводной, которая знакомила читателей с основным предметом и местом действия всего цикла «глуповских» очерков, то она была отправлена в редакцию на несколько дней раньше. 
Как видно из писем в редакцию «Современника», Салтыков придавал особое значение цельности и последовательности изложения первых статей будущего цикла. Он просил напечатать все три статьи вместе (как начало нового сборника), причём, «первым номером» должен был идти именно «Глупов и глуповцы» (общее обозрение). Однако авторским пожеланиям не суждено было воплотиться в жизнь. Первая попытка издания первых трёх очерков нового цикла превратилась в детективную историю, о закулисных подробностях которой не знал ни автор, ни его друзья из редакции «Современника».
Для начала рукопись первого очерка «Глупов и глуповцы» затерялась в редакционных завалах бумаг «Современника» и потому не попала ни в майский набор, ни в цензурный комитет на проверку и утверждение. Тем временем, две другие статьи («Глуповское распутство» и «Каплуны»), отосланные Некрасову при письме от 21 февраля, были набраны в печать и гранки около 20 апреля 1862 года были представлены в цензуру, которая спустя две недели — запретила их к выходу в печать. Почти одновременно, в мае 1862 г. управлением по делам печати было принято решение о восьмимесячной (до конца года) приостановке деятельности журнала «Современник» с формулировкой «за вредное направление». Как следствие, решение цензуры относительно запрета второго и третьего очерков («Глуповского распутства» и «Каплунов») вовремя не было доведено до сведения редакции журнала, так что до декабря 1862 года и автор, и издатели находились в полном неведении относительно дальнейшей судьбы двух этих текстов. Подробности этой запутанной истории стали известны спустя почти сто лет из письма Салтыкова к Чернышевскому от 29 апреля и из архива цензурных документов 1862—1863 года.
Поскольку решение о запрете к публикации двух очерков, в числе которых было и «Глуповское распутство», почти в точности совпало с восьмимесячной приостановкой деятельности «Современника», образовалось некое бюрократическое недоразумение. С одной стороны, журнал следовало уведомить о запрете публикации, но с другой стороны, до конца 1862 года печатный орган под названием «Современник» более не существовал, так что и уведомлять было некого. А потому официальная бумага с запретом публикации «Глуповского распутства» и «Каплунов» застряла где-то среди исходящих документов канцелярии Цензурного комитета и решение не было своевременно доведено до сведения редакции журнала.

...Нечто подобное совершается на наших глазах и с родным Глуповым. Долго и безнаказанно распутствовал старый Глупов, но теперь он трещит, ибо его застали, теперь он разлагается, ибо собственное его распутство точит его. И в нём таки выискался свой Митрофан, который не усумнился отнять всё, даже до последней любовницы; и в нём находился свой злой Генсерих, который не затруднился поднять руку даже на такую заплесневшую и почтенную вещь, как глуповская цивилизация. Но глуповский Генсерих не прозывается ни Генсерихом, ни Бренном, ни Атиллой, ни даже Митрофаном. Он зовётся Иваном. Хорошо и мягко Митрофан, но Иван ещё звончее и слаще звучит для глуповского уха, ибо к нему как-то складнее и удобнее прилагается прозвище «дурачок», которое он справедливо стяжал бесчисленными годами усилий (тоже своего рода глуповская цивилизация).— «Глуповское распутство», часть I
Между тем, история запрета двух глуповских очерков имела ещё более сложный и запутанный вид. Как стало известно спустя почти сто лет, судьба «Глуповского распутства» и «Каплунов» решалась отнюдь не в цензурном комитете, а ещё выше, можно сказать, на «политическом уровне» руководства страной. Восстановленная по архивам, история рукописи отставного вице-губернатора города Тверь выглядела примерно следующим образом.
«Глуповское распутство» поступило в гранках набора на утверждение в цензуру вместе с очерком «Каплуны» около 20 апреля 1862 г. На стадии корректуры гранок текст «Глуповского распутства» был переработан автором. Прочитав оба очерка, цензор Ф. П. Еленев отметил красными чернилами те места, которые предлагал исключить из публикации, а красным карандашом — «места сомнительные». Однако, учитывая табельный статус автора текста, окончательное решение вопроса о спорных местах текста Еленев предоставил на личное усмотрение председателя Петербургского цензурного комитета В. А. Цеэ. В свою очередь, и Цеэ, учитывая крайнюю сложность и запутанность проверяемого текста, не решился поставить свою визу, обратившись за советом к министру народного просвещения А. В. Головнину. Прочитав посланные ему цензорские гранки, уже 24 апреля Головнин переслал Цеэ следующее решение: «Статьи г. Щедрина: «Глуповское распутство» и «Каплуны» следует непременно пропустить, но из первой должно исключить всё, что говорится о Зубатове».

Повторяю: вы несправедливы, сограждане. Зубатовское сердце не может не болеть об вас, хотя бы и хотело. Зубатов принадлежит вам всеми своими преданиями, всеми своими наклонностями и привычками. Он так же, как и вы, питался мясом, а не мякиною, и потому, как он там ни гайгайкай, как ни рядись, как ни кумись с Иванушками, все-таки от него будет нести сидоровщиной да трифоновщиной — и ничем больше.
Конечно, он одряхлел и выжил из ума, но на первый раз Иванушкам это не противно, потому что таких можно свободнее по плеши ладонью хлопать. Я знаю, что вам это не может нравиться (вам все хотелось бы «мероприятий»!), но обвинять его в дряхлости вам всё-таки не приходится, потому что дряхлость эта — ваша общая...— «Глуповское распутство», часть II
Однако к тому моменту вокруг двух статей Щедрина в Цензурном комитете уже возникли принципиальные разногласия и даже споры, в связи с чем Цеэ не дал прямого хода разрешению Головнина, а запросил у него новых указаний. Не ожидая подобного поворота дел, встревоженный министр послал гранки двух салтыковских очерков влиятельному придворному, воспитателю наследника и члену Государственного совета графу С. Г. Строганову, сопроводив их подробным письмом, из которого явствует, что Головнин, не сумев преодолеть барьеры эзопова языка, не понял истинного смысла салтыковской сатиры. Ему показалась, что «основная мысль» «Глуповского распутства» состояла в призыве автора (дворянина и крупного чиновника) к помещикам «держать себя с достоинством» во взаимоотношениях с бывшими крепостными. А на самом деле Салтыков в своём очерке говорил о непримиримом характере противоречий между помещиками и крестьянами и высмеивал как означенное «глуповское распутство» неуклюжие попытки пореформенных Сидорычей и Трифонычей привлечь к себе внимание Иванушек. 

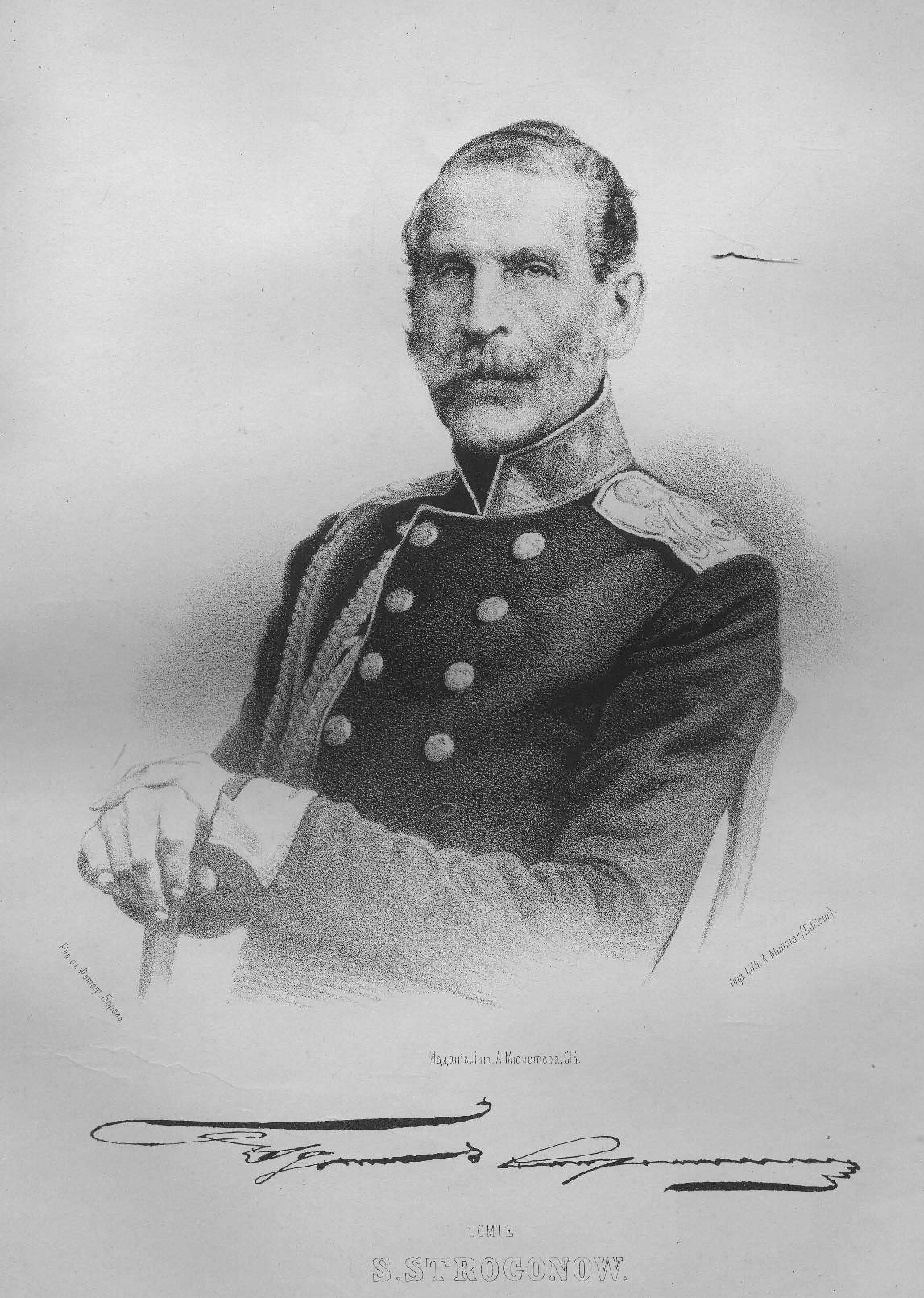
граф Сергей Строганов (1865)

Граф Строганов оказался проницательнее Головнина и в категорической форме запретил публикацию обоих очерков со следующей визой: «Глуповское распутство господ дворян вызывает нас на генерала Зубатова, — писал он Головнину, — при Иване Васильевиче Грозном это было бы и смело и извинительно — теперь это безнравственно и несвоевременно!» — Получив исчерпывающее разъяснение Строганова, датированное 27 апреля 1862, Головнин, в свою очередь, запретил печатание обоих очерков своим личным распоряжением. — Не в последнюю очередь, разыгравшаяся на «высоком уровне» история с двумя неблагонадёжными очерками Салтыкова послужила дополнительной причиной для приостановки деятельности журнала «Современник» на восемь месяцев с формулировкой «за вредное направление». Между тем, состоявшийся запрет не покинул пределов цензурного комитета и до конца 1862 года автор и издатели находились в полном неведении относительно дальнейшей судьбы двух этих текстов.
Ничего не зная о «графском запрете», наложенном на его тексты, в 1864 г. Салтыков-Щедрин предпринял новую попытку напечатать «Глуповское распутство» под изменённым названием «Впереди» в журнале «Современник» под № 11—12. По корректуре этой сокращенной редакции первоначального очерка можно судить, что автор, пересматривая текст, пытался приспособить его к предполагаемым требованиям цензуры. Самое большое число сокращений было сделано в части характеристики Зубатова и его отношений с Сидорычами. Также были исключены и пророчества о неминуемой гибели «старого Глупова». Однако и в таком, значительно усечённом виде очерк был легко опознан и 30 декабря 1864 г. снова запрещён Петербургским цензурным комитетом.

Да; на дворе непроглядная ночь стояла, а у Любови Александровны майское солнышко в сердце разгоралося; да; на дворе бушевала бешеная вьюга, а у Любови Александровны райские цветики в сердце расцветали! Ох, да и светла же, тепла же была ночь темная, длинная!..
— Ты будешь, Петруня, мне верным слугой? — шептала Любовь Александровна, когда сквозь окошки робко проглянул первый луч белого света...— «Глуповское распутство», часть I
Спустя год, уже находясь в Пензе на должности управляющего Казённой палатой, писатель в последний раз вернулся к тексту «Глуповского распутства». Теперь в основу новой переделки лёг уже переработанный текст очерка «Впереди» 1864 года. Впрочем, последняя переделка так осталась незавершённой. Сохранившееся же начало рукописи показывает, что пензенская редакция 1865 г. отличается от текста «Впереди» только именем барыни, названной Анной Павловной (а не Любовью Александровной, как прежде), а также косметическими исправлениями в стиле.

Итак, Петрушка не мог быть благодарным, не мог быть верным слугой. Кроме того что он не обладал необходимою для подобного ремесла возвышенностью чувств, он изменил бы себе, если б, в благодарность за ласку, не положил немедленно ноги на стол, он изменил бы своему прошлому, он сделался бы перебежчиком и ренегатом, он сделался бы презренным от всех людей!— «Глуповское распутство», часть I
Три года (1865—1867), когда Салтыков-Щедрин во второй раз перешёл на государственную службу, стали временем почти полного замирания его литературной работы. В течение трёх лет в печати появилась только одна его статья «Завещание моим детям» («Современник», 1866, № 1; позднее перепечатанная в «Признаках времени»). В итоге ранее опубликованные очерки из задуманного прежде сборника «Глупов и глуповцы» фактически разошлись по двум другим циклам («Сатиры в прозе» и «Невинные рассказы»), а три первых и главных новеллы, «Глупов и глуповцы», «Глуповское распутство» и «Каплуны», дважды запрещённые цензурой, так и остались в архиве автора и не были опубликованы при его жизни.
Отчасти, благодаря этому обстоятельству за годы вынужденного молчания появилась и постепенно вызрела совершенно другая идея, подготовленная незаконченной работой над очерками о «Глупове и глуповцах» и более поздними «Помпадурами и помпадуршами», работа над которыми растянулась более чем на десять лет (1863—1874). Это был замысел романа «История одного города», продиктованный желанием всё-таки воплотить в тексте и — опубликовать глуповский цикл в новой художественной форме, обойдя цензурные рогатки.
По существу, три неопубликованных текста из задуманного и частично реализованного в 1861—1862 годах сборника «Глупов и глуповцы» стали творческой лабораторией будущего романа, самого известного в творчестве Салтыкова-Щедрина. «Благодаря» политическому и цензурному запрету, инспирированному лично графом Строгановым, задуманный цикл «Глупов и глуповцы» перестал существовать как литературное целое и остался лежать тревожащим грузом внутри своего автора, постепенно подготавливая появление нового крупного произведения о городе Глупове. Произведения вневременного, по сути — романа-притчи, лишённого налёта публицистичности и актуальности момента, присущего глуповским очеркам. Пожалуй, лучше всех об этом предмете высказался сам автор, — причём, сделал это сразу, в феврале 1862 года, словно бы заранее предполагая будущую судьбу своего произведения:

Я должен сказать правду: Глупов составляет для меня истинный кошмар. Ни мысль, ни действия мои не свободны: Глупов давит их всею своею тяжестью; Глупов представляется мне везде: и в хлебе, который я ем, и в вине, которое я пью. Войду ли я в гостиную — он там, выйду ли я в сени — он там, сойду ли в погреб или в кухню — он там... В самый мой кабинет, как я ни проветриваю его, настойчиво врываются глуповские запахи...
Но если Глупов до такой степени преследует меня, то какая же возможность избавиться от Зубатова, этого, так сказать, первого глуповского гражданина?— М. Е. Салтыков-Щедрин, «Глуповское распутство», часть II

## Круг тем очерка «Глуповское распутство»
Цензуре и высшему политическому руководству в лице опытного графа Строганова, категорически запретившего публикацию очерка «Глуповское распутство», нельзя отказать в проницательности. Это — одно из самых острых произведений Салтыкова, в котором он отразил основные противоречия, последовавшие за отменой крепостного права. С другой стороны, не удивительно, что министр народного просвещения Головнин не смог распознать за фасадом помещичьего дома — произведение истинного «карбонария», недавнего «вице-Робеспьера» тверской администрации.
«Глуповское распутство» — одна из самых зашифрованных эзоповских сатир Михаила Салтыкова. Острейший политический памфлет замаскирован здесь за внешне нейтральным бытовым сюжетом. Попытки агонизирующего дворянского мира как-то подправить свое критическое положение через «сближение сословий» описано Салтыковым как банальная история неудавшегося сожительства стареющей барыни Любови Александровны и крестьянского парня Петрушки.

С одной стороны, Любовь Александровна с померкшими взорами, с неверною поступью, Любовь Александровна дряхлеющая, но всё ещё жаждущая любви и жизни, расстроенная, но всё ещё надеющаяся и живущая в будущем; с другой стороны — Петрушка, не тот робкий Петрушка, огрызающийся лишь под пьяную руку и цепенеющий при одном взоре гневной барыни, но Петрушка властный, Петрушка, собирающийся унести на плечах своих вселенную, Петрушка румяный и довольный, Петрушка в красном жилете и голубых штанах, Петрушка в енотах и соболях, Петрушка, показывающий целый ряд белых как кипень зубов... Или этого мало! Или молодое, свежее и здоровое не посечёт ветхого, изгнивающего и издыхающего?..— «Глуповское распутство», часть I
В самом широком смысле слова основной темой «Глуповского распутства», самого крупного из трёх глуповских очерков, становится не раз уже поставленный автором вопрос о народе (как и в предыдущем очерке, выступающем под именем «Иванушек»), и об «умирающих», под которыми выступает поместное дворянство. Ему, по мнению автора, «пришла пора откровенно окунуться в реку забвенья». И здесь очерк выступает как промежуточное звено между ранними очерками Салтыкова-Щедрина и будущей «Историей одного города». На смену «Митрофанам», дворянским недорослям (здесь очевидная отсылка к творчеству Фонвизина и, одновременно, первый мотив из предисловия «Господ ташкентцев») идут напористые, здоровые духом и телом Иваны. Отмирающее дворянство, ожидая неминуемой гибели, способно только бояться, распутничать и прожигать остатки своей жизни. Дворянство, как в предыдущих и последующих очерках несостоявшегося цикла, выступает под именами «Сидорычей» и «Трифонычей» (потомков коллежских асессоров), причём, в «Глуповском распутстве» между ними впервые проводится различение в сортах и убеждениях: Сидорычи — это махровые ретрограды николаевских времён, а Трифонычи — «либералы». Правда, обе группы не вызывают ни малейшей симпатии автора. В одном из следующих очерков глуповского цикла «Наш губернский день» Салтыков ещё вернётся к Сидорычам и Трифонычам и к их подробной характеристике.
Центральная тема сатиры в полной мере выражена в заголовке очерка и постоянно возвращается в тексте наподобие рефрена. Под «Глуповским распутством» Салтыков разумеет распутную политику «заигрывания» помещиков с крестьянами, едва вышедшими из-под крепостного рабства, корыстные и лицемерные поиски «новой общности интересов» между господами и слугами, сопровождаемые циничными восхвалениями «заслуг» помещиков перед крестьянами. В качестве одного из конкретных объектов салтыковской сатиры можно сослаться, например, на одно из недавних выступлений Михаила Погодина по вопросу крестьянской реформы, в котором этот идеолог официальной или, по выражению Чернышевского, «казённой народности» писал: «Крестьяне потянутся длинной вереницей к своим помещикам, поднесут им хлеб-соль и, низко кланяясь, скажут: спасибо вашей чести на том добре, что мы, наши отцы и наши деды от вас пользовались, не оставьте нас и напредки вашей милостью, а мы ваши слуги и работники». В целом подобные настроения были вполне традиционными для благостных монархистов и отражали настроения «умирающих» патриотов, сохранившиеся без каких-либо изменений со времён Николая I. О схожем примере традиционного верноподданнического угара вспоминал и Александр Герцен в своём романе «Былое и думы». Случай, хотя и произошедший десятью годами ранее, тем не менее, особенно показательный как общим тоном, так и присутствием персоны того же графа Строганова.

Булгарин писал в «Северной пчеле», что между прочими выгодами железной дороги между Москвой и Петербургом он не может без умиления вздумать, что один и тот же человек будет в возможности утром отслужить молебен о здравии государя императора в Казанском соборе, а вечером другой ― в Кремле! Казалось бы, трудно превзойти эту страшную нелепость, но нашелся в Москве литератор, перещеголявший Фаддея Бенедиктовича. В один из приездов Николая в Москву один ученый профессор написал статью, в которой он, говоря о массе народа, толпившейся перед дворцом, прибавляет, что стоило бы царю изъявить малейшее желание ― и эти тысячи, пришедшие лицезреть его, радостно бросились бы в Москву-реку. Фразу эту вымарал граф С. Г. Строгонов, рассказывавший мне этот милый анекдот.— А.И. Герцен, «Былое и думы» (часть восьмая, отрывки).
Не трудно себе представить, какую реакцию вызывали столь пышные проявления желания «лобзать сапог его превосходительства» у Михаила Салтыкова, в том числе, и в бытность его на посту вице-губернатора. Тем не менее, укоренённые с николаевских времён, подобные настроения стали едва ли не «общим местом» в земских и губернских органах власти. В разных формах одни и те же мысли исходили со страниц «Санкт-Петербургских ведомостей», «Русского вестника», «Отечественных записок», «Домашней беседы» и прочих изданий дворянско-славянофильского профиля. «Вся эта невеликодушная болтовня, оскорбительная для народа и для здравого смысла <...>, — негодовал Герцен, обозревая журналы 1861 г., — скрывает свое внутрь взошедшее плантаторство под либеральной патокой и прогрессивным суслом». Именно этот пласт «распутной глуповской публицистики» и стал мишенью для ядовитой критики Салтыкова-Щедрина, — прежде всего, во второй, основной по объёму части очерка.

— Позвольте, господа! Я так полагаю, что Иванушка должен быть призван для того только, чтоб подать нам полезный совет! — ораторствует Павел Николаич.
— Браво! браво! — раздаются восторженные клики глуповцев.
— И затем, по исполнении этой обязанности, он должен скрыться... немедленно! — продолжает тот же оратор.
— Немедленно! немедленно! — вопят глуповцы.
— Говорю «немедленно», — настойчиво напирает Павел Николаич, — ибо всякая дальнейшая в этом смысле проволочка может повредить его собственным интересам, может отвлечь его от приличных званию его занятий. И зачем ему медлить? спрашиваю я вас, милостивые государи! он высказал всё, что от него требовалось, он свято исполнил свой долг, как свято же исполнял таковой и в древнейшие времена, то есть не уклоняясь, но и не выступая насильственно вперёд, — этого достаточно для успокоения его совести! Затем он обязывается возвратиться к домашнему очагу своему и, с утешительным сознанием свято исполненного долга, предаться свойственным его званию трудам, дабы впоследствии вкусить от плода их.— «Глуповское распутство», часть II
От рассказа о стареющей помещице Любови Александровне, павшей перед соблазном связи с Петрушкой и бессильной держать в руках своего распоясавшегося фаворита, Салтыков переходит непосредственно к истории города Глупова, поясняя смысл сословного сближения — прямой аналогией с Древним Римом, павшим от рук своих плебеев и чужих «Пастуховых детей». Из сравнения нескольких вариантов рукописей нетрудно сделать вывод, что прямая параллель Глупова с Римом стала для писателя средством найти самый краткий и точный образ для выражения своей концепции гибели прежнего мира, в котором Сидорычи и Трифонычи полтора столетия беспрепятственно правили свой бал. И тем более актуальной выглядит эта параллель в контексте неугасающей и постоянно возобновляющейся великодержавной концепции «третьего Рима» при династии Романовых. Как говорится, здесь уже и произносить название города не нужно, в этой стране все знают, какое имя он носит... — Рим давно пал под ударами «пастушьего сына», но Глупов ныне, как писал первоначально автор, «собственно, не падает, а скорее выворачивается наизнанку». После этого в черновом тексте зачёркнуто и вписан новый вариант: «или, лучше сказать, разлагается». В окончательном тексте Салтыков и вовсе убрал последнюю фразу, но мысль о «разложении издыхающего» Глупова осталась одной из главных идей дважды запрещённого очерка. Чеканная параллель между Глуповым и Римом спустя семь лет перешла красной нитью в «Историю одного города».

Нет сомнения, что сыны Рима были доблестны. Стоит только вспомнить Сципионов да Аннибала в древнейшие времена, а позднее Гелиогабала да Каллигулу, чтоб растеряться от удовольствия. Но ведь если начать считаться, то и мы, глуповцы, не уступим, потому что таких приятных граждан, как Каллигула, и у нас предовольно найдётся. Ещё намеднись у нас городничий целый обывательский овин сжёг единственно для того, чтоб показать начальству, как у него команда исправно действует, — чем не Нерон! А третьёводнись земский исправник с целой стаей собак в суд вломился, — чем не Каллигула! Нет, уж если мы возьмёмся за дело да начнём пересчитывать, — никакому Риму не устоять перед нами в отношении доблести! Только круг действия не так обширен, но наклонности те же — это верно.— «Глуповское распутство», часть II
По сравнению с очерком «Глупов и глуповцы», законченным несколькими днями ранее в том же феврале 1862 года, в тексте которого подробно и основательно рассматривались отношения между «Сидорычами и Иванушками», во второй части «Глуповского распутства» Салтыков углубил и художественно развил характеристику «более вышестоящих» отношений между государственным аппаратом («генералом Зубатовым») и помещиками («Сидорычами и Трифонычами»). И здесь причины были глубоко злободневными. Одним из поводов стали множественные попытки консервативной и даже либеральной прессы якобы противопоставить дворянство как «земскую», истинно «народную» силу — высшему аппарату чиновничества и централизованной «бюрократии». Спекуляции подобного рода Салтыков саркастически обыграл в спорах Сидорычей, взявших себе в привычку «подсмеиваться над Зубатовым и отрекаться от родства с ним». Причём, несмотря на эзопов язык и попытки маскировать генерала Зубатова «под старичка», сквозь образ этот, местами с графической отчётливостью просвечивает фигура самого́ Александра II. — С другой стороны, Салтыков в опереточных тонах также обрисовал и несостоятельность ответных попыток самодержавия отмежеваться от са́мой реакционной части дворянства. Салтыков иронически пишет о Зубатове-реформаторе: «Как ни рядись, как ни кумись с Иванушками, всё-таки от него будет нести сидоровщиной да трифоновщиной — и ничем больше».
В этом ракурсе весь текст «Глуповского распутства» становится развёрнутым сатирическим комментарием или иллюстрацией к первому пореформенному году; хотя и в более художественной форме, но часто напрямую перекликаясь с критикой правительственных «мероприятий» в «Письмах без адреса» Чернышевского, дружеские беседы Салтыкова с которым длились иногда часами. Вместе с тем, показана и реальная мотивация чиновников и помещиков: образно-бытовые сценки из истории Глупова буквально пронизаны паническими настроениями Зубатова и Сидорычей, постоянно ощущающих, что «обойти Иванушек невозможно», и потому — распутно заигрывающих с ними. По внутренней логике развития сюжета как раз Иванушки и становятся главным предметом салтыковского очерка. Одна из сюжетно развёрнутых сцен подобного заигрывания с удивительной наглядностью демонстрирует нам типаж стареющего помещика по имени Сидор Сидорыч, образ которого почти в точности соответствует будущему Иудушке Порфирию Владимировичу, на полтора десятка лет предвосхищая будущий роман «Господа Головлёвы».

И Сидор Сидорыч вновь мнит себя кротким страдальцем и вновь надеется, вновь уповает. До такой степени надеется, что когда Прасковья Павловна колко замечает ему: «Ну, что? верно, опять с Ваньками литки пили?», то он не отвечает ей, а возводит взоры к небу и вздыхает тем лёгким, освежающим вздохом, каким могут вздыхать только люди, свято исполнившие долг, предписанный совестью...— «Глуповское распутство», часть II
По внутренне выстроенной в «Глуповском распутстве» версии гибели глуповского Рима, крестьяне уже настолько начали осознавать свою силу, что надежды на примирение беспочвенны. Судя по всем внешним признакам, Ваньки не пойдут ни на какие компромиссы ни с помещиками, ни с правительством. Как бы ни заискивали перед ними сегодняшние Сидорычи или Зубатов, — ничего путного из этой затеи не получится. Сликом уж крепко Иванушки запомнили вбитый в них батогами урок своего недавнего прошлого, чтобы поверить во внезапную «добродетельность» и хорошие намерения своих прежних хозяев. Горькое, временами даже кровавое прошлое Иванушек, столетиями обречённых на голод, побои, рекрутчину, заранее освобождает их от всяких договорных обязательств по отношению к дальнейшей судьбе города Глупова, населённого дворянами и бюрократами. В конце концов, поглядывая на бессильное состояние прежних своих хозяев, и сами Иванушки не видят более никаких перспектив в дальнейшем существовании старого мира и понемногу начинают обсуждать между собой: а «не пора ли им класть ноги на стол»?

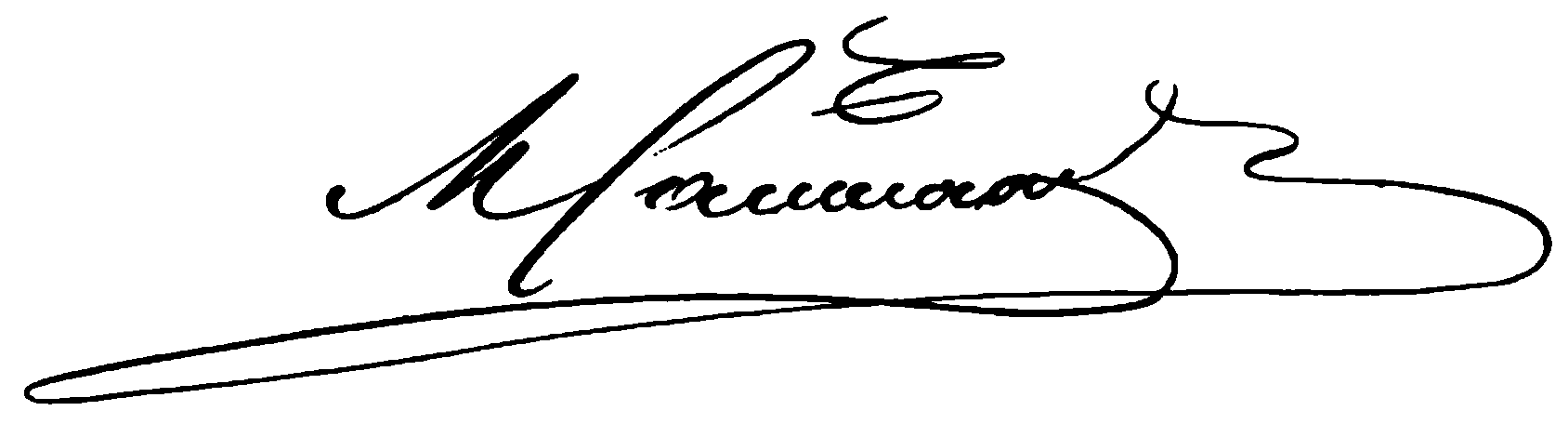
Подпись Салтыкова-Щедрина

Между тем, писатель нисколько не идеализирует вчерашних крепостных Иванушек, изображая их растущее влияние и силу. Пригодность народных масс к последовательной и сознательной борьбе оценивалась Михаилом Салтыковым крайне невысоко. Глядя безо всякой радости на картину межеумочного, очевидно, переходного сосуществования умирающих и наступающих, автор «Глуповского распутства» почти полностью начертал уже ту линию будущего, которая полностью выразила себя в «Истории одного города». С дурно скрываемым ощущением боли и подавленности, писатель рисует характеры Иванушек с иронией и намеренным огрублением, словно бы безнадёжно мечтая о невозможном пока одухотворении и рационализации действий народа. Впрочем, эта тема получила более полное развитие в очерке «Каплуны», третьем из несостоявшегося цикла «Глупов и глуповцы». Вероятно, потому так применимы ко всем трём текстам глуповского цикла слова Леонида Гроссмана, сказанные позднее не о «Глуповском распутстве», но уже — о романе «История одного города»:

...его глуповцы, ограниченные и безвольные, угнетенные и тупо-пассивные, заслуживают эти жестокие шутки, пасмурную иронию и судорожный смех их горестного летописца. Может быть, потому закрывая его книгу, уже нельзя повторить знаменитого элегического восклицания Пушкина над гоголевской повестью: «Боже, как грустна наша Россия»! — ибо не грустная и не смешная, не беспорядочная, грешная и беспомощная, а воистину страшная, жуткая и отталкивающая жизнь возникает из этой сплошной картины распутства и неистовства, кретинизма и кровожадности. Иногда эта атмосфера ненависти, злобы и глупости так сгущается, что нам становится душно. В этой мрачной книге некого любить и нечем любоваться. Автор ее спокойно и презрительно обнажает перед нами изнанку официальной истории, чтоб раскрыть во всем ее отвратительном виде печальную картину распада и разложения вымирающей власти. «История одного города» кажется протоколом вскрытия.— Леонид Гроссман, «Россия Салтыкова»
По тексту «Глуповского распутства» отчётливо заметно, что образ града Глупова в сознании писателя ещё не до конца устоялся, над ним ещё происходит известная работа, порождающая некую изменчивость образа, временами напоминающую мираж или колеблющееся в воздухе видение. В первоначальном варианте текста очерка Салтыков-Щедрин пытался дополнительно поставить ещё один вопрос, весьма небезынтересный для цензурного комитета: об отношении глуповцев ко всяким «утопиям и революциям». К примеру, в черновых вариантах основной рукописи содержится контрастный отрывок, позднее вычеркнутый самим автором и по своему тону напоминающий скорее обращение народного трибуна к толпе: «Достославные сограждане! не пора ли нам перестать сбиваться в кучу для более удобного шарахания, не пора ли сказать себе, что для каждого из нас наступило время своего собственного личного труда». Вычёркивая эти фрагменты текста при дальнейшей работе с очерком, писатель, скорее всего, руководствовался не только соображениями о «непроходимости» подобных текстов через проверяющие инстанции. Кроме чисто цензурной причины, вероятно, он почувствовал очевидное противоречие между подобным проявлением глуповского мышления, которое «всё-таки теплится» и желаний, которые «всё-таки шевелятся» с нарисованной картиной абсолютного глуповского «растления». На общем фоне мрачной сатиры внезапный социальный оптимизм смотрелся натянутым и  неуместным диссонансом. Всё это, вместе с рыхлой, импровизационной структурой текста говорило о не вполне устоявшемся авторском литературном стиле, проходившем период своего формирования и не оформленной до конца концепции умирающего города. Пространные рассуждения автора об исторических «утопиях» с проблесками почти социалистических идеалов личного труда, да ещё с напоминанием о французах, в своё время «наплевавших на историю», то есть, совершивших свою «великую революцию», очевидным образом нарушали общее настроение рассказа о пресловутых глуповских Сидорычах с их заботами о «сладком куске» и «экспедициями насчёт клубнички». Ничем не оправданные упоминания о философии «глуповских граждан» могли быть вычеркнуты ещё и потому, что они требовали дальнейших разъяснений, уводящих в сторону от основной темы, изображения картины «глуповского распутства» ввиду угрозы непокорности Иванушек, которые «как-то всё лезут да лезут вперёд».
Тем не менее, несмотря на усилия автора, финал второй новеллы из серии «Глупов и глуповцы» не избежал некоторой идеалистической намеренности вывода. Очерк завершается внезапным обращением рассказчика в адрес «искренности старого Глупова», призывом к нему поскорее осознать конец своего былого «величия» и — добровольно расстаться со своей «тысячелетней цивилизацией». Однако просветительский тон «послания к совести» Сидорычей очевидным образом противоречит всему предыдущему смыслу очерка, показывающего предельную непримиримость отношений, невозможность уступок и соглашений между Сидорычами и Иванушками. Вероятно, почувствовав это, писатель словно бы спохватывается и в последней фразе всё-таки завершает глуповскую историю нотой безнадёжности:

Будь искренен, старый Глупов! и дай каждому из детей твоих возможность быть искренним! Не виляй хвостом и не оттопыривай губы для поцелуев, дабы через то не опротиветь Иванушкам окончательно. Докажи, что ты сознаёшь своё положение; коли хочешь, не скрывай даже своей горести: эта горесть будет принята, ибо всякому понятно, что расставаться с тысячелетней цивилизацией тяжело... даже невыносимо! Но заруби себе, однажды навсегда, на носу. «Я знаю, что времена моего величия кончились... твори, господи, волю свою!»
А главное, не жалуйся, не клянчи, позабудь о солонине и огурцах и верь, что это поможет тебе. Это поможет тебе умереть с честью, а не с посрамлением.— «Глуповское распутство», часть II
Несмотря на некоторую рыхлость и натянутость композиции, тем не менее, второй очерк глуповского цикла стал генеральной репетицией к будущей работе над романом об истории того же города, написанном только спустя семь лет. Двойной запрет цензуры, нереализованность глуповской темы и несколько лет вынужденного молчания, связанного со второй попыткой государственной службы в провинции, — всё это в соединении стало предпосылкой для постепенного вызревания текста и выхода писателя на принципиально новый литературный уровень. Три неопубликованных очерка Салтыкова-Щедрина из глуповского цикла стали первой «рабочей моделью» и, одновременно, несомненным преддверием к будущей «Истории одного города», причём, именно «Глуповское распутство» как по размеру, так и по характеру текста заняло среди этих нереализованных работ центральное место.